# Set (Gènesi)
Set (hebreu: בן-אָדָם שֵׁת, Šēt ben Adam‎; àrab: شيث بن آدم, Xayṯ ibn Ādam) és el tercer fill d'Adam i Eva engendrat després de la mort d'Abel. Apareix al Gènesi capítol quart.

## Set a la Bíblia
Després de la mort d'Abel i la fugida de Caín, Adam i Eva van tenir un altre fill, Set. Aquest va ser el nou hereu de la família i d'ell descendeix la humanitat, ja que Noè és el seu descendent directe.
Va ser el pare d'Enoix, el qual va engendrar a l'edat de cent cinc anys. Després va viure uns altres vuit-cents set anys en els quals va engendrar altres fills i filles.

## Pilars dels fills de Set
Flavi Josep, historiador romà del segle i, afirmava que uns descendents de Set van construir els anomenats Pilars dels fills de Set, dos pilars gegantins on s'inscrivien tots els descobriments antics sobre ciència o invents, i especialment els temes referents a l'astronomia. Al segle xviii, William Whiston va traduir Flavi Josep a l'anglès i, després de diversos estudis en història antiga, va afirmar que creia que Josep va assimilar Set a Senusret, un mític rei d'Egipte que va construir uns pilars enormes.

## Set a l'Edèn
Segons el Testament d'Adam (llibre apòcrif del segle iv), poc abans de morir, Adam li va transmetre la Càbala a Set. L'ancià, espantat per la seva propera mort (que esdevindria la primera de la història tret de l'assassinat d'Abel), li va demanar al seu fill Set que tornés al Jardí de l'Edèn i agafés el fruit de l'arbre de la vida, que donava la immortalitat.
Set va seguir les indicacions del seu pare i va arribar a l'entrada del Jardí de l'Edèn. Allà va topar-se amb l'arcàngel Miquel que feia guàrdia. Set va explicar-li el motiu del seu viatge i l'àngel el va deixar passar. Quan va arribar a l'arbre de la vida, Set va agafar tres fruits i va tornar a casa seva, on van comunicar-li que el seu pare acabava de morir. Immediatament, Set va cavar una fossa, va col·locar els fruits de l'Edèn a dins la boca del seu pare i el va enterrar.
Al cap d'un temps, en aquell indret van créixer tres arbres que no serien tallats fins a principis del segle i per fabricar les tres creus que apareixen en la Passió de Jesús.